# Max Saalmüller
Max Saalmüller (26 de noviembre de 1832, Römhild, Alemania-12 de octubre de 1890, Bockenheim (Fráncfort del Meno) fue un teniente coronel y entomólogo alemán.

## Obra
- Ilustraciones para Der Heerwurm de Ludwig Bechstein, 1851

- Mittheilungen über Madagaskar, seine Lepidopteren-Fauna, 1878 novedades de Madagascar, y su Lepidoptera fauna, 1878

- Lepidopteren von Madagascar, 2 v. 1884/91 (Lepidoptera de Madagascar), 2 ediciones, 1884/1891

- Neue Lepidopteren aus Madagaskar, die sich im Museo der Seckenberg, en Bericht über die Senckenbergischen Naturforschende Gesellschaft, 1879-1890, p. 258-310

## Abreviatura (zoología)
La abreviatura Saalmuller  se emplea para indicar a Max Saalmüller como autoridad en la descripción y taxonomía en zoología.